# Micrapatetis
Micrapatetis is een geslacht van vlinders van de familie Uilen (Noctuidae), uit de onderfamilie Hadeninae.

## Soorten
- M. albiviata Hampson, 1910
- M. flavipars Hampson, 1910
- M. glycychroa Turner, 1904
- M. icela Turner, 1920
- M. leucozona Turner, 1902
- M. orthozona Meyrick, 1897
- M. purpurascens Hampson, 1910
- M. pyrastis Hampson, 1910
- M. tripartita Butler, 1886